# Юсифов, Рашид Алимамед оглы
Рашид Алимамед оглы Юсифов (азерб. Rəşid Əliməmməd oğlu Yusifov; 1 сентября 1900, Алгети, Тифлисская губерния — 25 февраля 1982, Баку) — азербайджанский советский артист цирка, силач, профессиональный борец. Народный артист Азербайджанской ССР (1980).

## Биография
Родился 1 сентября 1900 года в селе Горархы Борчалинского уезда (ныне — село Алгети в Марнеульском районе Грузии).
С 1919 года выступал в составе различных цирковых трупп. С 1946 по 1968 год работал в Азербайджанском государственном цирке, выступал в различных городах СССР и за рубежом. В 1926 году стал победителем турнира профессиональных борцов классического стиля, проходившего в Краснодаре. Дружил с Иваном Поддубным.
С 1957 года Юсифов был персональным пенсионером республиканского значения. В 1980 году удостоен звания Народного артиста Азербайджанской ССР.
Скончался 25 февраля 1982 года.